# Athuel Velázquez
Athuel Eduardo Velázquez, auch Atuel Velásquez (* 13. Oktober 1900 in Montevideo; † ?) war ein uruguayischer Fußballtrainer. Er kam als Sohn von Eladio Velázquez und Matilde Alberti zur Welt. Darüber hinaus liegen allerdings kaum biographische Informationen über ihn vor.
Hauptsächlich bekannt ist er für seine Tätigkeit beim Club Atlético Peñarol aus Montevideo, den er zwischen 1935 und 1940 fünf Spielzeiten hintereinander trainierte. Dies ist bis heute die längste ununterbrochene Amtszeit eines Trainers in der Geschichte des Vereins seit der Professionalisierung der Primera División im Jahr 1932. Während dieser Periode konnte er mit den Aurinegros vier Meisterschaftstitel in Folge gewinnen – allerdings verlor man auch drei Mal in Folge das Spiel um die Copa Aldao.
1941 wechselte Velázquez in die erste paraguayische Liga zum Club Cerro Porteño, dessen erster ausländischer Trainer er war. Wie bereits in den zwei Jahren zuvor, sicherte sich das Team auf Anhieb auch mit Velázquez die nationale Meisterschaft. Zwischen dem 12. September 1943 und dem 23. Dezember 1944 stand er dann beim brasilianischen Spitzenclub Fluminense FC unter Vertrag. In 30 Spielen gelangen der Mannschaft unter seiner Führung allerdings lediglich zehn Siege und man beendete die Staatsmeisterschaft von Rio de Janeiro 1944 auf einem enttäuschenden vierten Platz.

## Erfolge als Trainer
- Uruguayischer Meister: 1935, 1936, 1937, 1938
- Paraguayischer Meister: 1941

| Personendaten    | Personendaten                |
| ---------------- | ---------------------------- |
| NAME             | Velázquez, Athuel            |
| ALTERNATIVNAMEN  | Velásquez, Atuel Eduardo     |
| KURZBESCHREIBUNG | uruguayischer Fußballtrainer |
| GEBURTSDATUM     | 13. Oktober 1900             |
| GEBURTSORT       | Montevideo                   |
| STERBEDATUM      | 20. Jahrhundert              |